# Lijst van Belgische rugbyclubs
Hieronder een lijst van Belgische rugbyclubs.

## A
- RC Ambiorix Tongeren
- RSC Anderlecht-Rugby
- Antwerp Rugby Club
- RC Pitbulls Arendonk

## B
- Beernem RC
- Boitsfort Rugby Club
- Brugsche Rugby Club
- Brussels Barbarians
- Brussels Celtic RC
- BUC Saint-Josse Rugby Club
- Rugby BW Est
- RC Binche
- Braine-le-Comte ROC
- Brussels Gentlemen's RC
- RC des Collines
- XV du Cerf
- Straffe Ketten R.F.C. Brussels
- Racing Jet Bruxelles (rugby)

## C
- Rugby Black Star Charleroi
- Coq Mosan
- Blues Rugby Ciney
- RC Curtrycke

## D
- Dendermonde Rugby Club
- The Mighty Roosters  (De Haan)
- Diabolos Rugby Club Schilde

## E
- Rugby Club Eeklo
- Rugby Club Eupen
- Rugby Club Essen

## F
- RC Famenne
- RC Frameries
- Rugby Club Forest

## G
- Gent Rugby

## H
- RC Hautes-Fagnes
- RC Hesby Huy
- RC Hasselt
- RC Hamme

## K
- Kibubu Rugby Club
- Kituro Rugby Club

## L
- RC Lokeren
- RC Laakdal
- Rugby Club La Hulpe
- RC Leuven
- RFC Liégeois Rugby
- Rugby Club Murphy's Lommel

## M
- Rugbyclub Maasland
- Rugby Mechelen
- RC Mons

## N
- Rugby Namur XV
- Rugbyclub Nijlen
- Le Stade Nivellois RC

## O
- Rugby Ottignies Club
- Rhinos Rugby Oudenaarde
- Rugbyclub Oudsbergen

## P
- Rugby Club Péruwelz
- RC Pajot

## R
- RC9 Heusden-Zolder
- Rugby RSL (Roeselare)

## S
- RC Schilde
- RC Soignies
- Standard Rugby Club
- Straffe ketten

## T
- RC Turnhout

## U
- Stade Ucclois

## V
- Rugby Club Visé

## W
- ASUB Waterloo
- RC De Gnoes Wetteren
- Rugby Club Waregem
- Waremme OC

## Z
- Brigand Zele RC